# ゾンネフェルト
ゾンネフェルト (ドイツ語: Sonnefeld) はドイツ バイエルン州 オーバーフランケン行政管区 コーブルク郡に属する町村（以下、本項では便宜上「町」と記述する）。

## 地理

### 位置
ゾンネフェルトは、テューリンゲンの森の南縁、連邦道路B303沿いのコーブルクとクローナハのほぼ中間点に位置する。

### 自治体の構成
この町は、公式には11の地区 (Ort) からなる。このうち小集落や孤立農場などを除く集落を以下に列記する。
| - ビーバーバッハ - フィルメルスドルフ - ゲストゥングスハウゼン - ハッセンベルク - ノイゼス・アム・ブラント | - オーバーヴァズンゲン - ゾンネフェルト - ヴァイシャウ - ヴェルルスドルフ - ツェーダースドルフ |

## 歴史

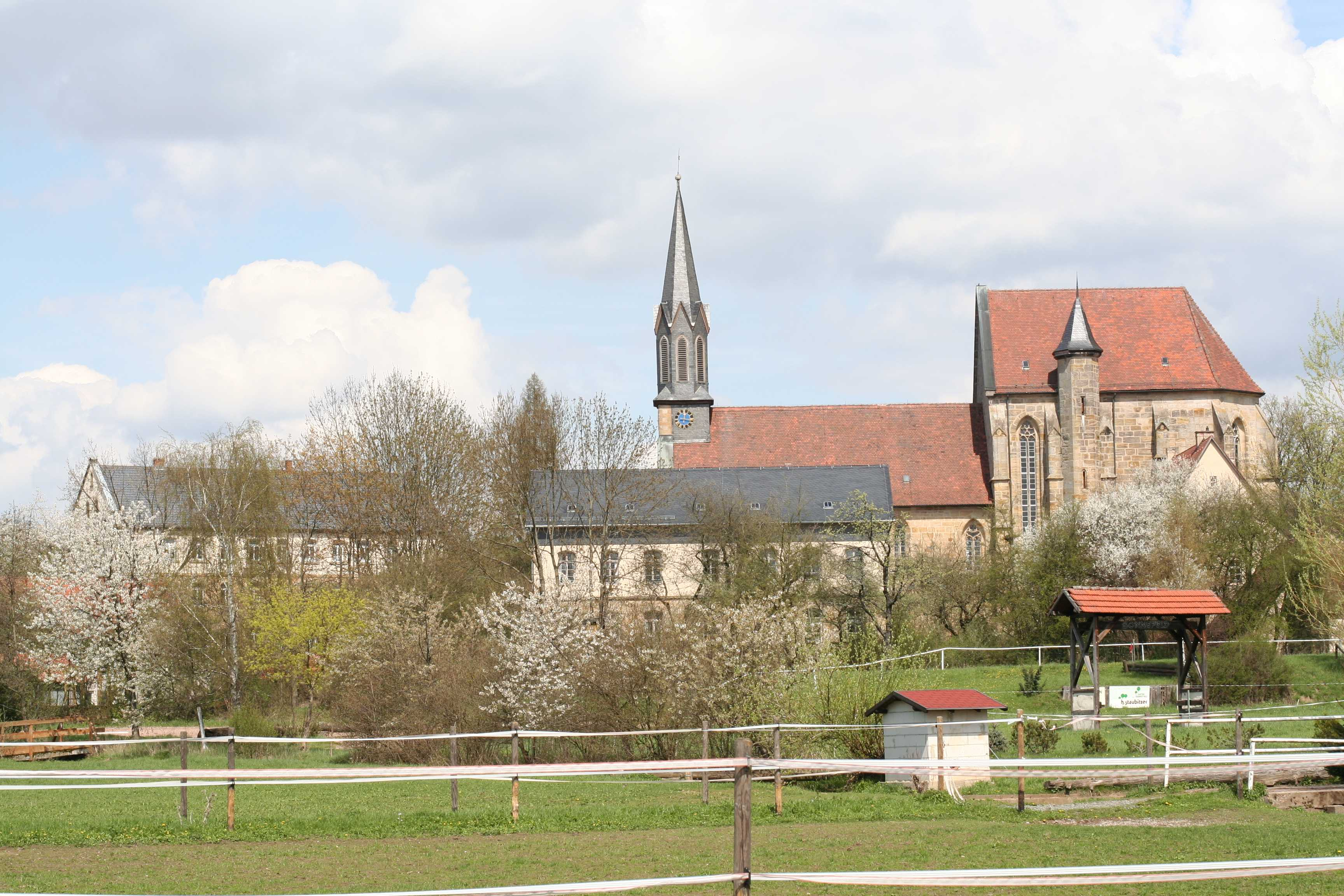
ゾンネフェルト修道院教会

初めてゾンネフェルトが史料上に記録されるのは1252年のことである。1260年にシトー会修道院および女子修道院が設立された。1299年には、それまでバンベルクの邑であったヴァイトハウゼンとトリューベンバッハが取引によってゾンネフェルト修道院のものとなった。1526年、宗教改革が受け容れられ修道院は解散した。ゾンネフェルトは1705年にザクセン＝ヒルトブルクハウゼンの所属となった。1769年に修道院教会が建設された。1826年にはゾンネフェルトは再びザクセン＝コーブルク公国に戻った。1851年5月1日にカントルのカール・ヘロルトは、子供祭りを創設した。1889年6月23日、ゾンネフェルト＝ホーフシュテーテンは、ゾンネフェルトと称するようになった。同年、マルクト広場の戦争記念碑が除幕された。1901年には最初の鉄道が開通した。1920年7月1日、コーブルクのバイエルン州への合併が行われた。第二次世界大戦中の1400年の人口は1400人であったが1966年には2782人となり、980世帯が556軒の家に住んでいた。

## 行政

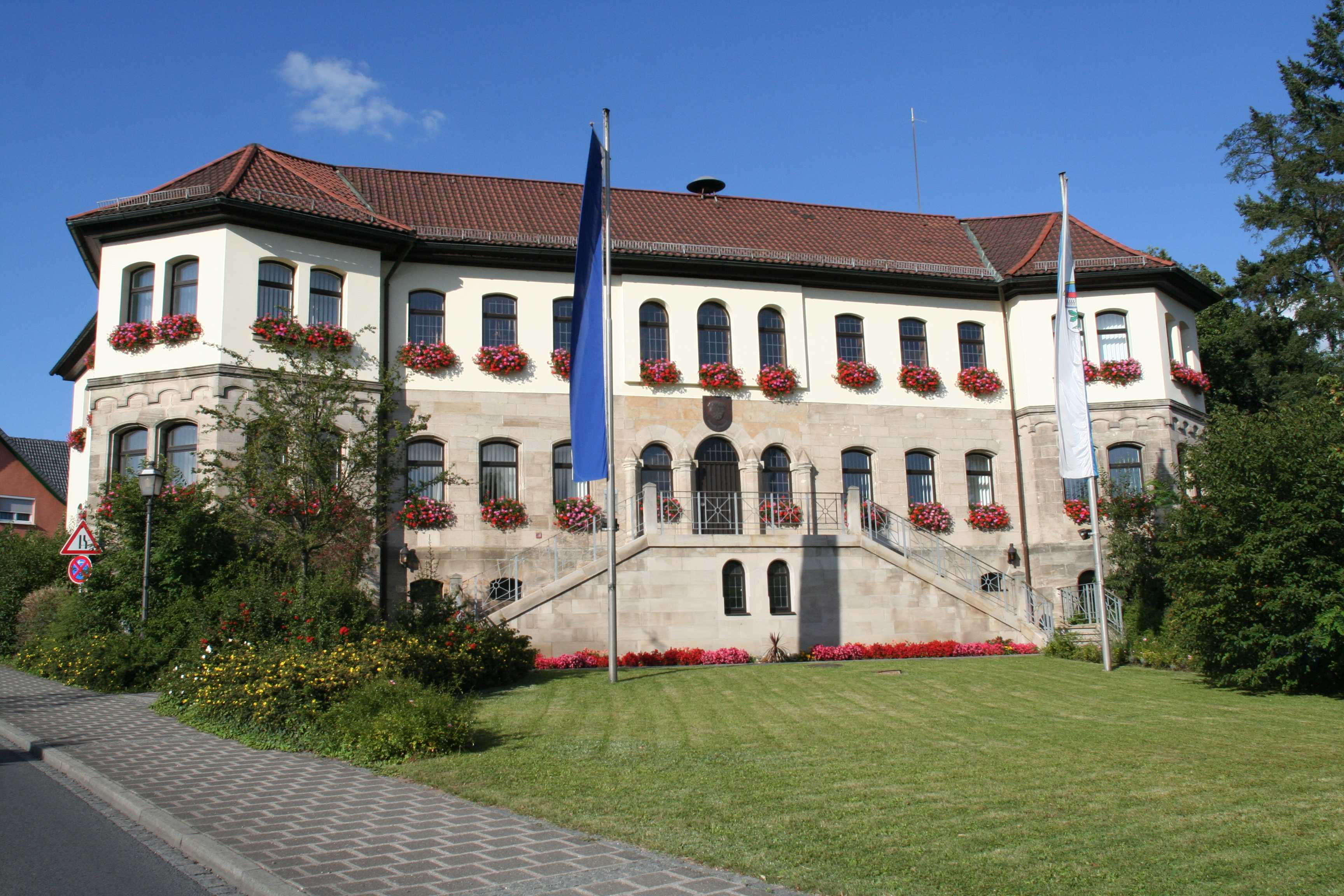
ゾンネフェルトの町役場

### 自治体議会
ゾンネフェルトの議会は20議席からなる。

### 紋章
図柄：青と銀に二分された下地；上部は赤い屋根と側面を見せる銀色の教会、下部は根を張った緑の木。

## 経済と社会基盤

### 地元企業
- HUMMEL INTERNATIONAL 布（革）張りの椅子

## 人物

### 出身者
- ヴェルナー・クラウス（1884年 - 1959年）: 俳優
- ゲオルク・ハウゼン (1904年 - 1944年）：1944年7月20日の蜂起に関与した第二次世界大戦中のレジスタンス運動の闘志。

## 引用
1. ↑  https://www.statistikdaten.bayern.de/genesis/online?operation=result&code=12411-003r&leerzeilen=false&language=de Genesis-Online-Datenbank des Bayerischen Landesamtes für Statistik Tabelle 12411-003r Fortschreibung des Bevölkerungsstandes: Gemeinden, Stichtag (Einwohnerzahlen auf Grundlage des Zensus 2011)
2. ↑  Bayerische Landesbibliothek Online